# Steyr 430 (Traktor)
Der Steyr 430 ist ein Traktor aus der Steyr Plus-Serie von Steyr Daimler Puch. Er wurde von 1971 bis 1976 gebaut.
1971 wurde die bestehende Plus-Serie mit den Typen Steyr 30, Steyr 40, Steyr 50, Steyr 70 und Steyr 90 aus Marketinggründen auf dreistellige Typenbezeichnungen umgestellt. Gleichzeitig wurden einige Änderungen vorgenommen, die sich zum Teil auch an der Leistung auswirkten. Der neue Steyr 430 ersetzte den Steyr 30. Die Zahlen als Typenbezeichnungen entsprechen dabei der jeweiligen Leistung. Der 430 war somit mit 30 PS der am schwächsten motorisierte Traktor der Reihe.
Der wassergekühlte Dieselmotor des Typs WD 210 mit zwei Zylindern und 1,991 l Hubraum hat eine Leistung von rund 22 kW (30 PS). Das Getriebe hat acht Vorwärtsgänge und sechs Rückwärtsgänge. Die Höchstgeschwindigkeit wurde mit 28 km/h angegeben.
Der Steyr 430 ist im Gegensatz zu den stärkeren Modellen nur mit Hinterradantrieb erhältlich. Auch die Kabine ist nur auf Wunsch zu haben.
Die Karosserie wurde vom französischen Industriedesigner Louis Lucien Lepoix entworfen.
Verkauft wurden vom Steyr 30 und vom Steyr 430 gesamt fast 6000 Exemplare.